# Berken
Berken é uma comuna da Suíça, situada no distrito administrativo de Alta Argóvia, no cantão de Berna. Tem 1,39 km² de área e sua população em 2018 foi estimada em 45 habitantes.